# Harpalus depressicollis
Harpalus depressicollis är en skalbaggsart som beskrevs av Victor Ivanovitsch Motschulsky. Harpalus depressicollis ingår i släktet Harpalus och familjen jordlöpare. Inga underarter finns listade i Catalogue of Life.